# Peperomia kimnachii
Peperomia kimnachii är en pepparväxtart som beskrevs av W. Rauh. Peperomia kimnachii ingår i släktet peperomior, och familjen pepparväxter. Inga underarter finns listade i Catalogue of Life.